# Sina Frei
Sina Frei (18 luglio 1997) è una mountain biker, ciclocrossista e ciclista su strada svizzera che corre per il team Specialized Factory Racing. Nel 2021 ha vinto la medaglia d'argento nel cross country ai Giochi olimpici di Tokyo.

## Palmarès

### Mountain biking
- 2015 (Juniores)

Campionati europei, Cross country Junior
- 2016

Campionati europei, Cross country Under-23
2ª prova Coppa del mondo, Cross country Under-23 (Albastadt)
3ª prova Coppa del mondo, Cross country Under-23 (La Bresse)
4ª prova Coppa del mondo, Cross country Under-23 (Lenzerheide)
Campionati svizzeri, Cross country Under-23
5ª prova Coppa del mondo, Cross country Under-23 (Mont-Sainte-Anne)
6ª prova Coppa del mondo, Cross country Under-23 (Vallnord)
Classifica generale Coppa del mondo, Cross country Under-23
- 2017

Swiss Bike Cup, Cross country (Andermatt)
3ª prova Coppa del mondo, Cross country Under-23 (Vallnord)
Campionati europei, Cross country Under-23
Swiss Bike Cup, Cross country (Basilea)
Campionati del mondo, Staffetta mista (con Filippo Colombo, Joel Roth, Jolanda Neff e Nino Schurter)
Campionati del mondo, Cross country Under-23
- 2018

Marlene Südtirol Sunshine Race, 1ª prova Internazionali d'Italia Series, Cross country (Nalles)
2ª prova Coppa del mondo, Cross country Under-23 (Albstadt)
3ª prova Coppa del mondo, Cross country Under-23 (Nové Město na Moravě)
4ª prova Coppa del mondo, Cross country Under-23 (Val di Sole)
5ª prova Coppa del mondo, Cross country Under-23 (Vallnord)
Campionati europei, Cross country Under-23
6ª prova Coppa del mondo, Cross country Under-23 (Mont-Sainte-Anne)
7ª prova Coppa del mondo, Cross country Under-23 (La Bresse)
Campionati del mondo, Staffetta mista (con Filippo Colombo, Alexandre Balmer, Jolanda Neff e Nino Schurter)
Classifica generale Coppa del mondo, Cross country Under-23
- 2019

Marlene Südtirol Sunshine Race, 2ª prova Internazionali d'Italia Series, Cross country (Nalles)
Campionati svizzeri, Cross country Under-23
Campionati europei, Staffetta mista (con Joel Roth, Dario Lillo, Ramona Forchini e Andri Frischknecht)
Campionati europei, Cross country Under-23
Campionati del mondo, Staffetta mista (con Joel Roth, Janis Baumann, Jolanda Neff e Nino Schurter)
Campionati del mondo, Cross country Under-23
- 2020

Swiss Bike Cup Gränichen, Cross country (Leukerbad)
- 2021

Campionati del mondo, Cross country short track
Classifica generale Cape Epic, Cross country marathon (con Laura Stigger)
- 2022

Coppa Città di Albenga, Cross country (Albenga)
Zanzenbergrennen, Cross country (Dornbirn)
- 2023

Ökk Bike Revolution, Cross country (Engelberg)
- 2024

7ª prova Coppa del mondo, Cross country short track (Lake Placid)
8ª prova Coppa del mondo, Cross country short track (Mont-Sainte-Anne)

### Ciclocross
- 2013-2014

Flückiger Cross, (Madiswil)
Internationales Radquer Dagmersellen, (Dagmersellen)
Campionati svizzeri, Elite
- 2014-2015

EKZ CrossTour #3, (Hittnau)
Radquer Bussnang, (Bussnang)
Campionati svizzeri, Elite
- 2015-2016

Campionati svizzeri, Elite
- 2017-2018

Internationales Radquer Dagmersellen, (Dagmersellen)

### Strada
- 2014 (Juniores)

Campionati svizzeri, Prova in linea Junior
- 2015 (Juniores)

Campionati svizzeri, Prova in linea Junior

#### Altri successi
- 2018

Classifica scalatrici Gracia-Orlová

### Gravel
- 2024

UCI Gravel World Series - Alpine Gravel Challenge
Campionati europei, Prova Elite

## Piazzamenti

### Competizioni mondiali
- Campionati del mondo di mountain bike[2]

Lillehammer-Hafjell 2014 - Cross country Junior: 3ª
Vallnord 2015 - Cross country Junior: 9ª
Nové Město na Moravě 2016 - Staffetta a squadre: 3ª
Nové Město na Moravě 2016 - Cross country Under-23: 2ª
Cairns 2017 - Staffetta a squadre: vincitrice
Cairns 2017 - Cross country Under-23: vincitrice
Lenzerheide 2018 - Staffetta a squadre: vincitrice
Lenzerheide 2018 - Cross country Under-23: 2ª
Mont-Sainte-Anne 2019 - Staffetta a squadre: vincitrice
Mont-Sainte-Anne 2019 - Cross country Under-23: vincitrice
Leogang 2020 - Staffetta a squadre: 3ª
Leogang 2020 - Cross country Elite: 4ª
Val di Sole 2021 - Cross country short track: vincitrice
Val di Sole 2021 - Cross country Elite: 3ª
Les Gets 2022 - Cross country short track: 15ª
Les Gets 2022 - Cross country Elite: 45ª
Glasgow 2023 - Cross country short track: ritirata
Pal Arinsal 2024 - Cross country short track: 12ª
Pal Arinsal 2024 - Cross country Elite: 16ª
- Campionati del mondo di mountain bike marathon[2]

Snowshoe 2024 - Elite: 2ª
- Campionati del mondo di ciclocross

Heusden-Zolder 2016 - Under-23: 4ª
- Campionati del mondo su strada

Ponferrada 2014 - In linea Junior: 15ª
Richmond 2015 - In linea Junior: 11ª
Innsbruck 2018 - In linea Elite: 36ª
Fiandre 2021 - In linea Elite: 15ª
- Campionati del mondo gravel

Veneto 2022 - Elite: 2ª
- Giochi olimpici

Tokyo 2020 - Cross country: 2ª
Parigi 2024 - Cross country: 21ª

### Competizioni continentali
- Campionati europei di mountain bike

Sankt Wendel 2014 - Cross country Junior: 3ª
Chies D'Alpago 2015 - Cross country Junior: vincitrice
Huskvarna 2016 - Cross country Under-23: vincitrice
Darfo Boario Terme 2017 - Cross country Under-23: vincitrice
Graz-Stattegg 2018 - Staffetta a squadre: 2ª
Graz-Stattegg 2018 - Cross country Under-23: vincitrice
Brno 2019 - Staffetta a squadre: 2ª
Brno 2019 - Cross country Under-23: vincitrice
Monte Tamaro 2020 - Cross country Elite: 5ª
Monaco di Baviera 2022 - Cross country Elite: 7ª
Cracovia 2023 - Cross country Elite: 3ª
- Campionati europei gravel

Asiago 2024 - Elite: vincitrice
- Giochi europei

Cracovia 2023 - Cross country: 3ª (validi come Europei)